# 頸棘間筋
頸棘間筋（けいきょくかんきん、英語: interspinales cervicis muscle）は、短背筋のうち、頸の深層に位置する筋肉である。棘間筋のうち、腰棘間筋と胸棘間筋、頸棘間筋の3部に分けられたものの一方である。椎骨の棘突起を起始とし、内胸上方に向かって走り、隣接する椎骨の棘突起に付着する。
脊柱の背屈（側屈、後屈）を行う。